# Söréd
Söréd (szlovákul: Šeríd) község Fejér vármegyében, a Móri járásban.

## Fekvése
Söréd Fejér vármegyében, Székesfehérvár és Mór között, a 81-es főút mellett, a Vértes délnyugati lejtőjén; központján a 81-est Bicskével összekötő 8126-os út halad keresztül.

## Története
A község neve nagy valószínűséggel Sarolt, Géza fejedelem feleségének nevéből származik. Erre utal III. Béla aranybullás oklevele, amelyben a település Soruuld néven szerepel. A Soruuld (Sarolt) török eredetű személynév, jelentése fehér menyét. Az írásos emlékek 1152-ben Serold, 1566-ban Sered, 1685-ben  Seréth néven említik a falut, amely az utóbbi időpontban elvégzett összeírás szerint ekkor már lakatlan volt. A 17. század végén, a török kiűzését követően kezd újra benépesülni. Az 1898 és 1912 között lezajlott helységnévrendezés értelmében Söréd lett a falu neve.
Az első világháborúban a településről tizenhét katona halt hősi halált. A második világháborúban 1944 decembere és 1945 márciusa között folytak harcok a környéken. Emiatt a lakosság kétszer is elhagyta a falut: 1944 decemberében a Bakonyba, 1945 februárjában pedig a szőlőhegyi pincékbe menekültek.
A településen pénzhiány miatt csak 1950-ben vezették be az áramot. 1970-ben a falu elvesztette önállóságát, miután csatlakoznia kellett a Magyaralmás központtal létrehozott Közös Községi Tanácshoz. 1985 és 1990 között elöljáróság, 1990-től 2012-ig körjegyzőség működött a településen. 2020. január 1-jétől Magyaralmással együtt tart fenn közös önkormányzati hivatalt.

## Közélete

### Polgármesterei
- 1990–1994: Végh Rudolf (független)[7]
- 1994–1998: Id. Végh Rudolf (KDNP)[8]
- 1998–2000: Pavlitzky László (független)[9]
- 2000–2002: Takács Mártonné (független)[10][11]
- 2002–2006: Takács Mártonné (független)[12]
- 2006–2010: Takács Mártonné (független)[13]
- 2010–2014: Végh Rudolf (független)[14]
- 2014–2019: Végh Rudolf (független)[15]
- 2019–2024: Végh Rudolf (független)[16]
- 2024– : Végh Rudolf (független)[1]

A településen 2000. november 12-én időközi polgármester-választást tartottak, az előző polgármester lemondása miatt.

## Népesség
A település népességének változása:
| Lakosok száma | 506  | 498  | 499  | 599  | 546  | 543  | 551  |
|               | 2013 | 2014 | 2015 | 2021 | 2022 | 2023 | 2024 |

A 2011-es népszámlálás során a lakosok 86,8%-a magyarnak, 0,2% cigánynak, 0,8% németnek, 0,4% szlováknak, 0,2% szlovénnek mondta magát (13,2% nem nyilatkozott; a kettős identitások miatt a végösszeg nagyobb lehet 100%-nál). A vallási megoszlás a következő volt: római katolikus 46,4%, református 6,4%, evangélikus 0,8%, felekezeten kívüli 12,4% (32,8% nem nyilatkozott).
2022-ben a lakosság 91,4%-a vallotta magát magyarnak, 1,5% németnek, 0,4% cigánynak, 0,4% ruszinnak, 0,2% szlováknak, 2,2% egyéb, nem hazai nemzetiségűnek (8,4% nem nyilatkozott; a kettős identitások miatt a végösszeg nagyobb lehet 100%-nál). Vallásuk szerint 37% volt római katolikus, 7% református, 0,4% evangélikus, 0,2% görög katolikus, 0,5% egyéb keresztény, 0,7% egyéb katolikus, 14,1% felekezeten kívüli (39,7% nem válaszolt).

## Nevezetességei
A települést 2020 októbere óta érinti az Országos Kéktúra.

## Képgaléria

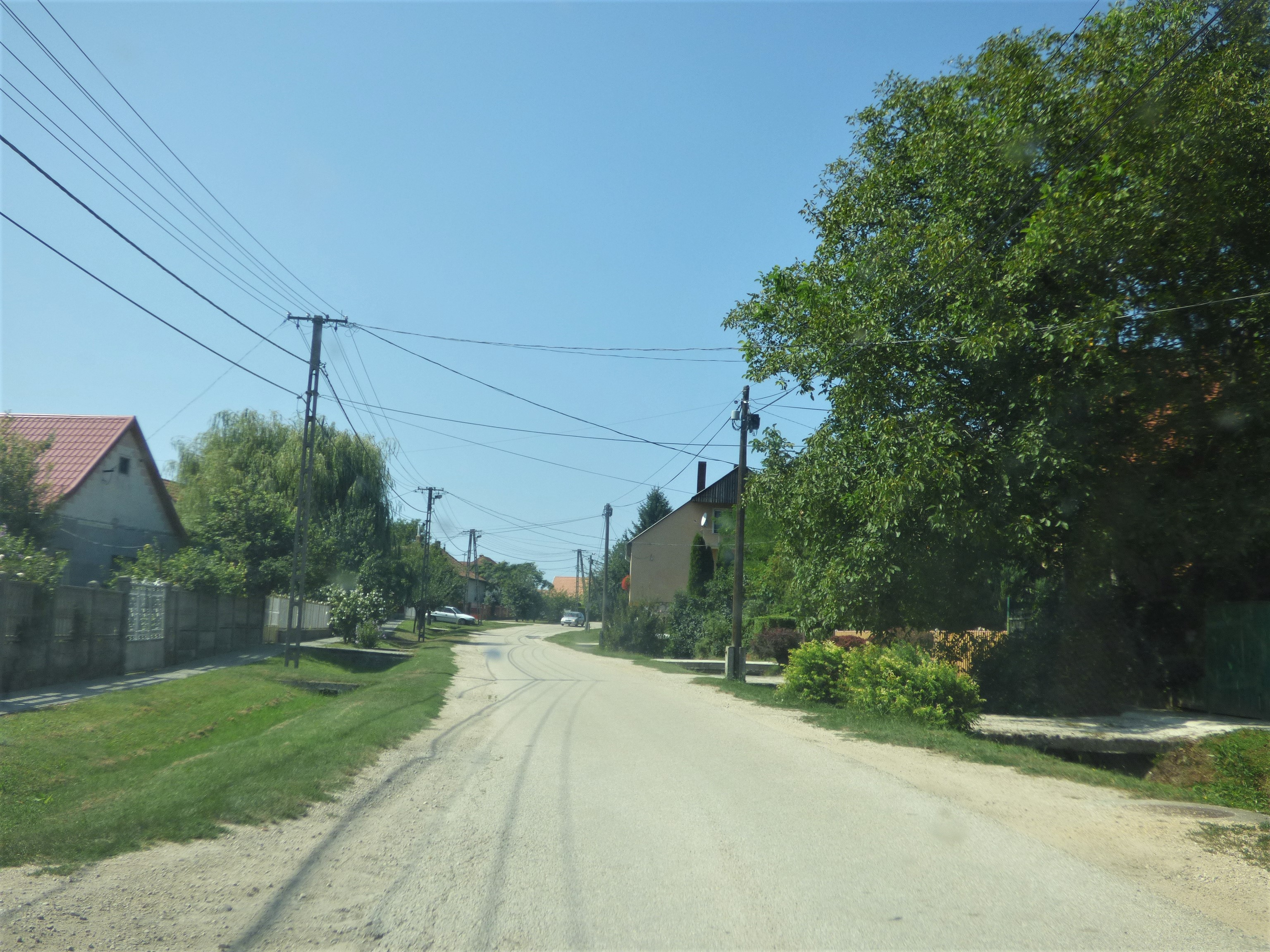
Sörédi utcakép
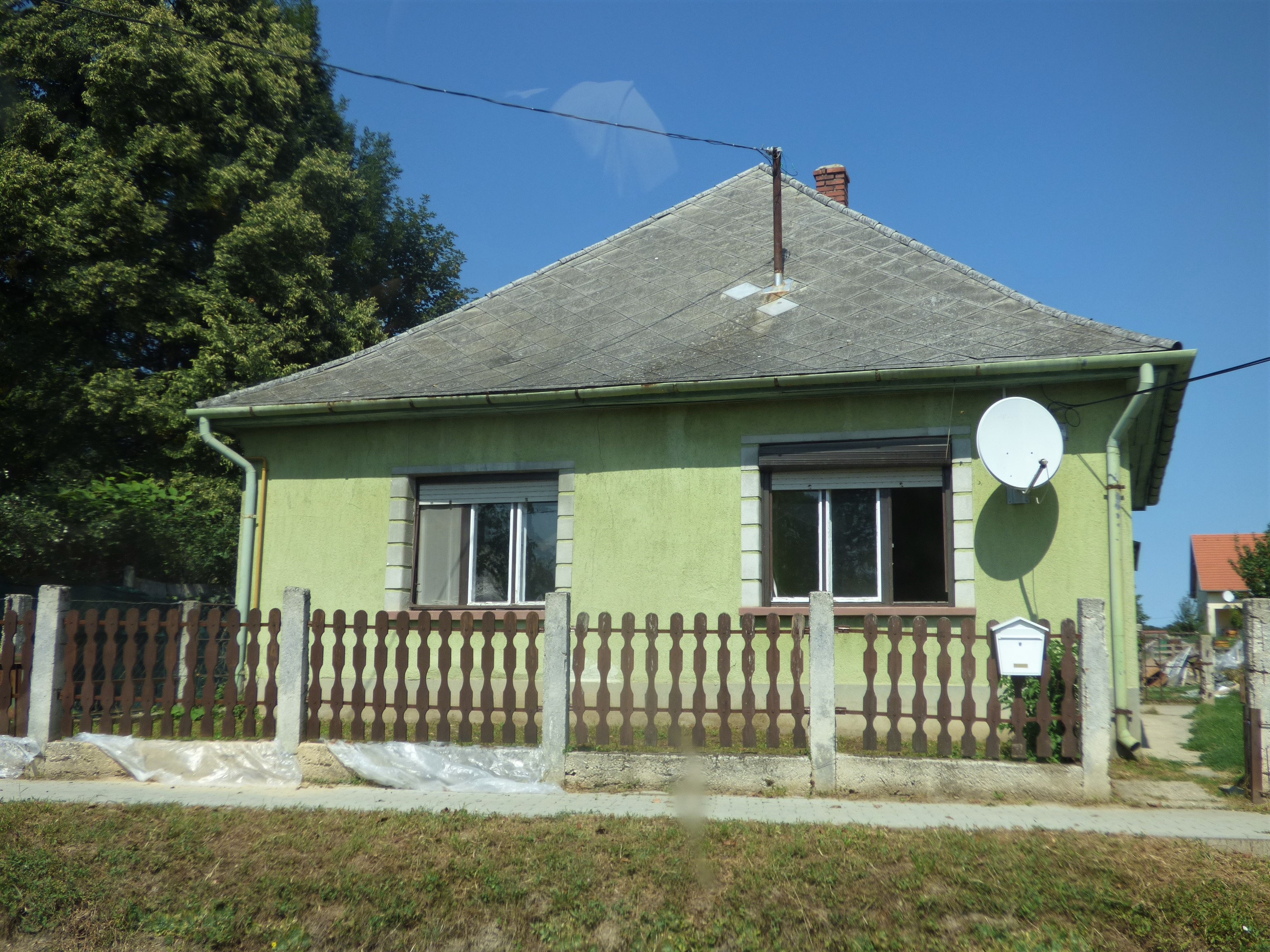
Sörédi lakóház